# George Phillips Bond
George Phillips Bond (20 maggio 1825 – 17 febbraio 1865) è stato un astronomo statunitense.
Era figlio di William Cranch Bond. Alcune fonti gli attribuiscono come anno di nascita il 1826.
Il suo primo interesse era rivolto allo studio della natura e degli uccelli, ma quando suo fratello maggiore William Cranch Bond Jr. morì, egli si sentì di seguire il padre nel campo dell'astronomia.
Succedette a suo padre come direttore dell'Osservatorio del College di Harvard dal 1859 fino alla sua morte. Suo cugino era Edward Singleton Holden, primo direttore del Lick Observatory.
Bond scattò la prima fotografia a una stella (Vega) nel 1850 e di una doppia stella (Mizar) nel 1857; propose di utilizzare le fotografie per misurare la magnitudine della stella.
Scoprì numerose comete e calcolò la loro orbita. Bond studiò Saturno e la Nebulosa di Orione.
Insieme al padre scoprì Iperione, la luna di Saturno (scoperta individualmente anche da William Lassell).
Oltre al suo contributo all'astronomia, Bond esplorò anche le White Mountains nel New Hampshire.
Morì di tubercolosi.

## Riconoscimenti
- Nel 1865 ha ricevuto la Medaglia d'oro della Royal Astronomical Society.
- Mount Bond, West Bond e Bondcliff, nelle White Mountains, portano il suo nome.
- Il cratere G. Bond (da non confondere con quello chiamato W. Bond dedicato a suo padre) di 19 km di diametro sulla Luna[1], come quello su Marte del diametro di 104 km[2], portano il suo nome.
- L'albedo di Bond, importante per descrivere il bilancio energetico di un corpo planetario, è dedicato al suo nome.
- Una regione di Iperione è chiamata "Bond-Lassell Dorsum".
- L'asteroide 767 Bondia è dedicato a lui e a suo padre.
- Il Bond Gap all'interno dell'anello C di Saturno è dedicato a lui e al padre.